# Gustave Reese
Gustave Reese (ur. 29 listopada 1899 w Nowym Jorku, zm. 7 września 1977 w Berkeley w Kalifornii) – amerykański muzykolog.

## Życiorys
Studiował na Uniwersytecie Nowojorskim, gdzie uzyskał bakalaureat z prawa (1921) i muzyki (1930). W latach 1927–1933, 1934–1937 i 1945–1974 był wykładowcą tej uczelni. Gościnnie prowadził wykłady także na innych uczelniach. Od 1924 do 1945 roku był pracownikiem wydawnictwa muzycznego G. Schirmer, Inc., w latach 1940–1945 był kierownikiem działu publikacji. Od 1944 do 1955 roku był też kierownikiem działu publikacji wydawnictwa Carl Fischer Music. Od 1933 roku współredagował „The Musical Quarterly”, w latach 1944–1945 pełnił obowiązki jego redaktora naczelnego.
Współzałożyciel American Musicological Society (1934), którego był sekretarzem (1935–1946), wiceprezesem (1946–1950 i 1950–1958) oraz prezesem (1950–1952). W latach 1949–1952 i od 1958 roku zasiadał w radzie Międzynarodowego Towarzystwa Muzykologicznego. Od 1962 roku był członkiem American Academy of Arts and Sciences. Otrzymał doktoraty honoris causa Chicago Musical College (1947), Rutgers University (1972) oraz Northwestern University (1976). W 1972 roku Uniwersytet Nowojorski przyznał mu prestiżowy tytuł „Great Teacher”.

## Twórczość
Był jedną z najważniejszych postaci amerykańskiego życia muzykologicznego w XX wieku, intensywną działalność dydaktyczną łączył z badaniami nad muzyką dawną. Najważniejszymi publikacjami Reese’a były Music in the Middle Ages (wyd. Nowy Jork 1940) oraz Music in the Reneissance (wyd. Nowy Jork 1954). Przy ich pisaniu przeprowadził dogłębne studia, w zakresie słabo poznanych tematów kultur muzycznych Bliskiego Wschodu, chrześcijańskich kościołów wschodnich i wschodniej Europy konsultował się ze specjalistami w tych dziedzinach, niekiedy zlecając napisanie im całych partii tekstu. Monografię poświęconą muzyce w średniowieczu podzielił na trzy części: obszerny wstęp dotyczący muzyki w starożytności oraz rozdziały omawiające monodię religijną i świecką i rozwój polifonii. Jako umowną datę końca epoki przyjął 1453 rok, a ostatnim chronologicznie omawianym kompozytorem jest Guillaume Dufay. Pracę dotyczącą renesansu podzielił na dwa okresy, których granicą jest twórczość Josquina des Prés. Muzyka renesansowa zdaniem Reese’a ukształtowała się z zapoczątkowanego w późnym średniowieczu uniezależnienia rytmicznego głosów i była wynikiem rezygnacji ze strukturalnej roli konsonansów doskonałych na rzecz emancypacji konsonansów niedoskonałych.